# إدغار كينيه
إدغار كينيه (بالفرنسية: Edgar Quinet)‏ (1803 - 1875 م) مؤرخ فرنسي.
اعتقد مثل صديقه وزميله ميشليه أن العناية اصطفت فرنسا لقيادة أمم العالم في تحقيق الحرية والديمقراطية. كان أستاذاً (1842 - 46) في كوليج دي فرانس. نفي إلى بلجيكا وسويسرا (1851 – 70) لمعارضته نابليون الثالث، وكان عدواً للكنيسة الكاثوليكية في فرنسا.

## روابط خارجية
- إدغار كينيه على موقع الموسوعة البريطانية (الإنجليزية)